# Измирский трамвай
Измирский трамвай  (Tram İzmir) — трамвайная сеть в Измире, Турция.
Сеть состоит из двух раздельных линий: 
1. в Каршияке, которая открылась 11 апреля 2017 года.
2. в Конаке, которая открылась 24 марта 2018 года.

Общая стоимость строительства двух линий составила около 450 млн турецких лир (ок. 120 миллионов долларов США). В 2018 году трамваи Измира перевозили 110 000 пассажиров в день.

## История
Трамвай в Измире появился в 1890 году и осуществлял движение между вокзалом Алсанджак и причалом Пасапорт. В начале 1960-х годов эта трамвайная линия была окончательно закрыта. Автомобильное движение значительно возросло в последующие десятилетия, и в начале 2000-х город был измучен пробками в центральных районах.
В 2009 году муниципалитет выпустил общий план развития транспорта для города. План предусматривал строительство трех новых трамвайных линий: в Конаке, Каршияке и в Будже. Эти три линии должны были быть объединены с метрополитеном и системой пригородных электричек İZBAN. Первоначально предполагалось, что строительство начнется к концу 2011 года; однако из-за отчета о воздействии на окружающую среду эта дата была перенесена на 2015 год. В 2013 году муниципалитет получил необходимое финансирование от Министерства развития и завершил системные планы в 2014 году. В окончательном плане трамвайная линия Буджа была исключена из-за позиции Министерства транспорта. Строительство началось в апреле 2015 года на линии Каршияк, а в ноябре 2015 года — на линии Конак.
Первые трамваи были доставлены в 2016 году и продемонстрированы на Международной выставке в Измире в августе того же года. Остальные поезда были доставлены в феврале 2017 года.

## Линии

### Трамвайная линия Каршияка
Линия Каршияка имеет длину 8,7 км. Включает 14 станций: открыта в апреле 2017 года. Трамвайная линия начинается в Алайбее и имеет однопутную систему движения, один путь используется для движения составов в обоих направлениях. После станции Каршияка линия двухпутная. Между Юнусларом и Бостанлы трасса, связанная с Аташехиром, пересекает проспект Джемаля Гюрселя, и линия проходит по обе стороны дороги. После пересечения Бостанлы-Крик линия проходит через улицу Ченгиз Топел.
1. Алайбей, островная платформа, пересадка на İZBAN (приблизительно 0,5 км пешком до станции)
2. Каршыяка, островная платформа, пересадка на Автобус, Паром
3. Никах Сарайы, островная платформа
4. Юнуслар, островная платформа
5. Бостанлы Искеле, 2 боковые платформы, пересадка на Автобус, Паром
6. Чаршы, 2 боковые платформы
7. Вилайет Эви, 2 боковые платформы
8. Сельчук Яшар, островная платформа
9. Атакент, 2 боковые платформы
10. Билим Мьюзеси, островная платформа
11. Ататюрк Спорт Салону, островная платформа
12. Мавишехир, островная платформа
13. Чеврейолу, 2 боковые платформы
14. Бешикташ, 1 островная платформа

### Трамвайная линия Конак

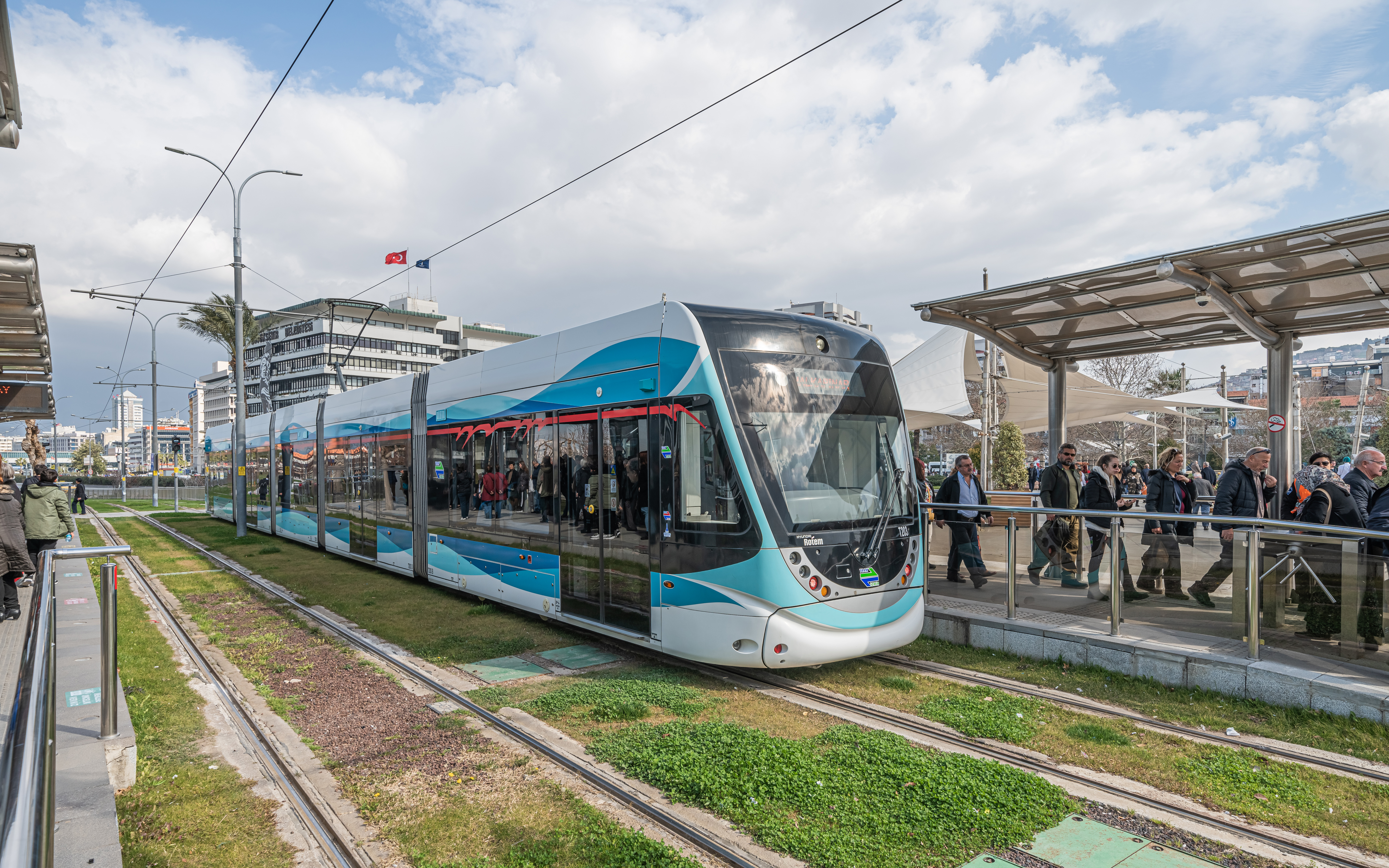
Остановка Конак Искеле

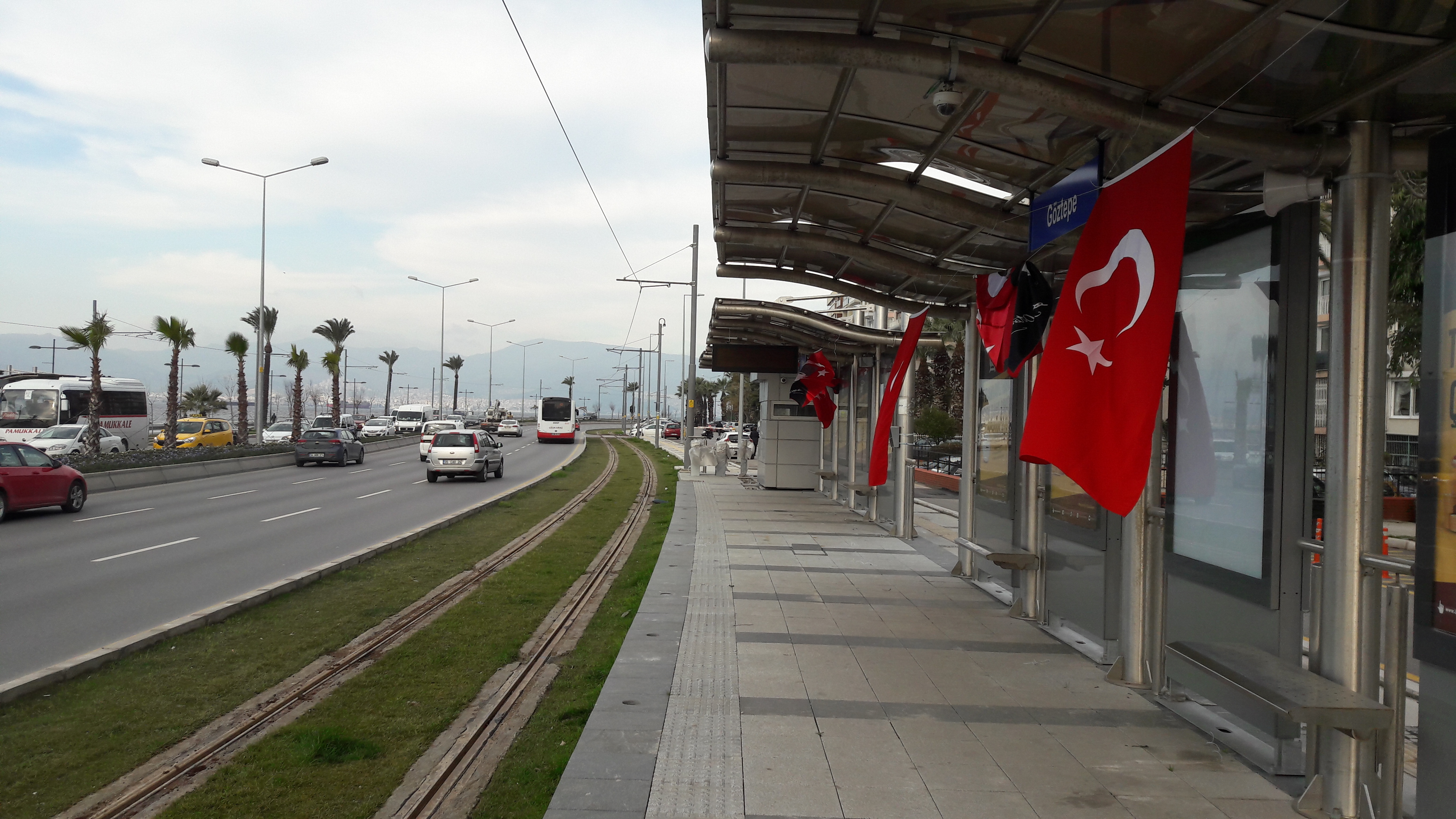
Остановка Göztepe

Линия обслуживает 19 станций и начала функционировать 24 апреля 2018 года. Имеет двухстороннее движение. С противоположных сторон от Мустафы Кемаль и Сахил Булавард проложены железнодорожные пути, связанные с Халкапинаром и Фахреттиным Алтаем, от станции Фахреттин Алтай до станции Садык-бей. Затем, после Садык-бея, две линии проходят параллельно друг другу, между побережьем и Мустафой Кемалом Сахилом Булавардом, идущим на запад. Трамвайная линия поворачивает вглубь острова в Гази Булаварде, а трасса проходит через медиану. Затем линия поворачивает на бульвар Жаир-Эшреф, где пути лежат на самой левой полосе движения в каждом направлении. Линия пересекает железнодорожный вокзал Алсанджак с линией, связанной с Халкапынаром, по улице Шитлер и улицей Фареттин-Алтай, идущей по улице Лимана. Линии снова встречаются вдоль улицы Шехитлер прямо перед прибытием в Халкапынар.
1. Халкапынар, 1 островная платформа, Пересадка на метро, Избан, автобус
2. Университет, 1 боковая платформа
3. Хавагазы, 1 боковая платформа, останавливаются только трамваи, идущие на станцию Фахреттин Алтай
4. Алсанджак Стадьюну, 1 боковая платформа
5. Алсанджак Гар, 1 островная платформа, пересадка на IZBAN, Автобус
6. Ататюрк Спорт Салону, 2 боковые платформы
7. Ходжазаде Джаами, 1 островная платформа
8. Кюльтюрпарк Ататюрк Лисеси, 1 островная платформа
9. Гази Булвары, 2 боковые платформы
10. Конак Искеле, 2 боковые платформы, пересадка на Паром, Автобус, Метро
11. Караташ, 2 боковые платформы
12. Карантина, 2 боковые платформы
13. Кёпрю, 2 боковые платформы
14. Садыкбей, 2 боковые платформы
15. Гёзтепе, 2 боковые платформы, Паром
16. Гюзельялы, 2 боковые платформы
17. Культурный центр им. Ахмед Аднан Сайгуна, 2 боковые платформы
18. Учкуйлар, 2 боковые платформы, Паром, Автобус
19. Фахреттин Алтай, 1 островная платформа, Автобус, Метро

Система работает как на обособленной полосе движения, так и на общих участках дорог (хотя последние используются в меньшей степени), и электрифицирована воздушным проводом постоянного тока напряжением 750 В и состоит из сигнализации управления поездом на основе связи (CBTC). Большая часть сети отслеживается дважды, за исключением короткой части между пирсом Каршияка и Алайбей. Используется стандартная колея шириной 1435 мм. Обе линии будут иметь собственные склады хранения и технического обслуживания в Мавишехире и Халкапынаре соответственно. Трамваи производятся на заводе Hyundai Rotem в Адапазары. Вагоны двусторонние: длиной 32 м и массой 43,1 т. Они вмещают по 48 посадочных мест и могут перевозить до 285 пассажиров каждый. Скорость обслуживания — 24 км/ч, а максимальная скорость составляет 70 км/ч.
Каждая станция доступна для маломобильных пассажиров и состоит из собственной платформы, обособленной от уличного движения. Информационные панели, показывающие время ожидания следующего трамвая в режиме реального времени, установлены на всех станциях.